# Muslimský způsob pohřbívání

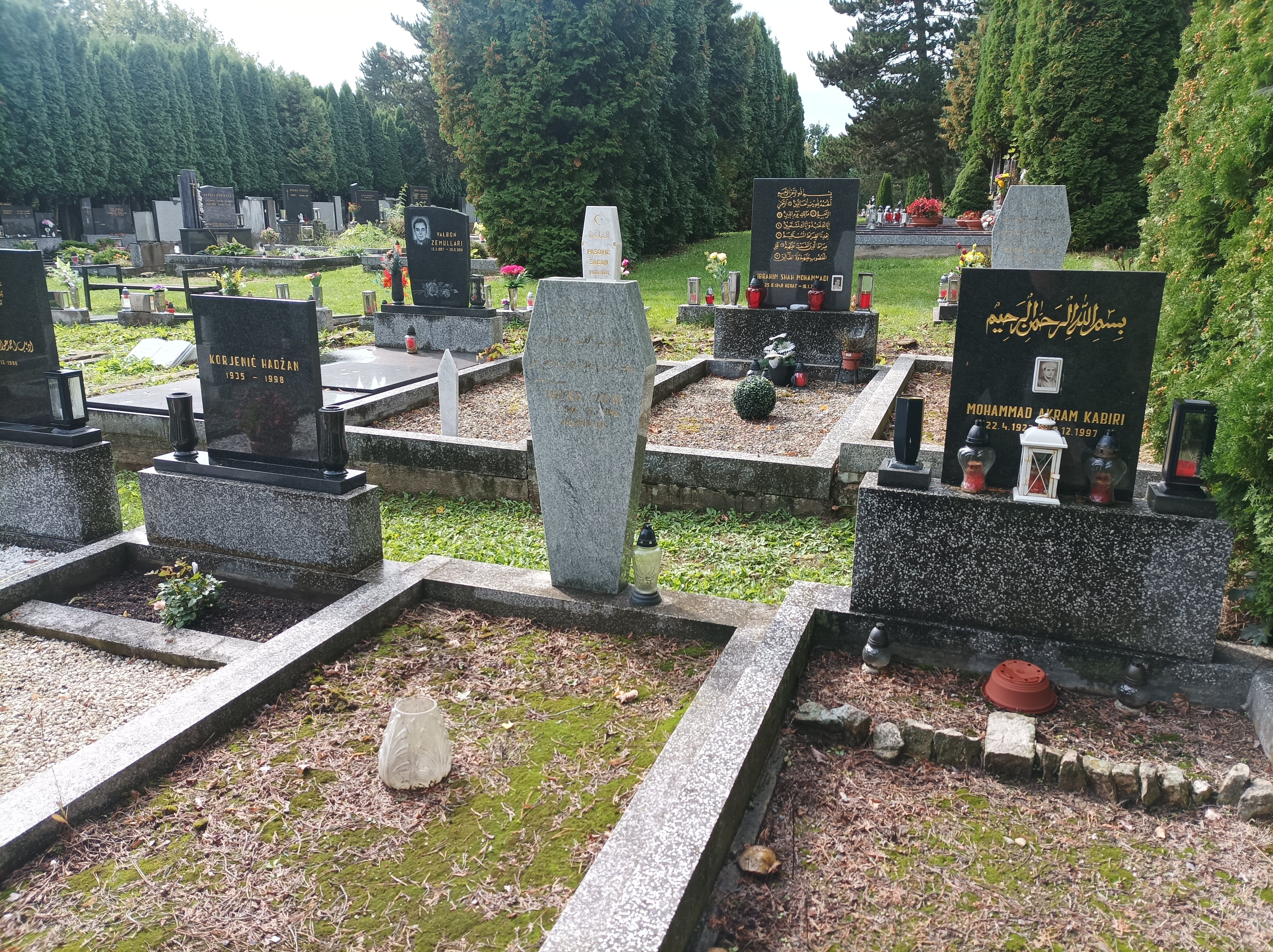
Náhrobky v muslimské části Nového hřbitova v Třebíči

Muslimský pohřeb (arabsky جنازة‎, dženaza) je podobně jako v jiných náboženstvích rituál, který slouží k poslednímu a důstojnému rozloučení se zesnulým, a to podle náboženských pravidel a předpisů.

## Před smrtí
V islámu, podobně jako u jiných náboženství, je zakázáno ukončit svůj život sebevraždou. Muslimští lékaři a ani rodinní pečovatelé nesmí poskytnout jakoukoli pomoc nemocnému, který chce sám ukončit svůj život. Muslimové věří, že veškerá bolest, která přichází v posledních chvílích života, souvisí s hříchy, kterých se dopustili během života a že tato bolest je vůle a zkouška Boží, a že když budou trpěliví, odčiní tím své hříchy a očistí svou duši. Je však umožněno, aby se umírající snažili využít úlevu od bolesti metodami, které jsou k dispozici na pomoc při zmírnění jejich bolesti a utrpení, neboť nepřiměřená bolest a utrpení „nemá v islámu místo“. Když muslim umírá, je pro jeho rodinu a blízké nutné otáčení pacientovy tváře na pravou stranu směrem k Mekce, nechat ty, kteří navštíví pacienta odříkávat modlitbu věrnosti k Alláhovi, povzbuzovat umírajícího, aby tuto modlitbu také recitoval, pokud je to možné. Přátelé a blízcí by se měli modlit za milosrdenství, odpuštění a požehnání Alláha a věnovat tuto modlitbu umírajícímu, přečíst konkrétní verše z Koránu; a nakonec pomoci umírajícímu člověku překonat strach ze smrti.

## Příprava na pohřeb

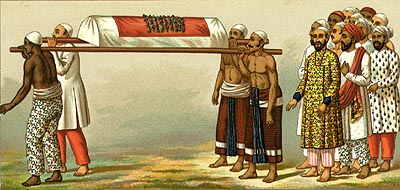
Litografická rytina zobrazující muslimský pohřební průvod, cca 1890

Hned po smrti je nutné tělo svléct, sundat šperky, přivřít ústa a podvázat je šátkem, přivřít oči, tělo položit do přímé polohy nohama směřujícíma k Mekce, srovnat paže podél trupu a nohy následně svázat, neboť nastane posmrtná ztuhlost a poté by již nebylo snadné jej upravit zcela jednoduše, aniž by nehrozilo zlomení končetin. Následuje omytí, kterého se ujme blízký příbuzný zesnulého, nicméně pokud by hrozilo riziko zničení či rozpadnutí těla, stačí na něj vodu vylít anebo vykonat symbolické omytí jemným pískem či prachem. Při omývání je u mužů zakryta zóna od pupku ke kolenům a u žen od ramen ke kolenům. Ženu smí omývat pouze její manžel nebo jiná žena, muže pouze jeho manželka nebo jiný muž, u dětí na pohlaví nezáleží. Nejprve je omyta hlava, následuje pravá strana těla a nakonec levá strana. Omývání se opakuje třikrát, pětkrát či sedmkrát, při posledním mytí se používá voda s lotosovým květem či nejlépe s práškovým kafrem namísto parfému. Výjimku v omývání představují padlí bojovníci, poutníci, kteří zahynuli při vykonávání pouti do Mekky a lidé, kteří v době smrti vykonávali zbožné úkony. Po omytí jsou muži zabaleni do tří vrstev a ženy do pěti vrstev bílého rubáše, přičemž látka přesahuje přibližně třicet centimetrů od hlavy a nohou. Z rubáše jsou utrženy pruhy látky, které se po zabalení obvážou kolem kotníků, kolen, boků, pasu, ramen, krku a nad hlavou zesnulého.

## Pohřeb

Náhrobky na muslimském hřbitově v Gruzii

Je velice důležité, aby bylo tělo pohřbeno co nejdříve po smrti, nejlépe tentýž den, nicméně lze jej odložit o pár dnů pokud je možné uložit tělo do chladicího boxu, aby nezetlelo. V islámu se tradičně pohřbívá bez rakve, jak tomu bylo za časů proroka, jelikož tehdy rakve ani neexistovaly. Kremaci islám nepřipouští. Samotný pohřeb bývá velice jednoduchý, prostý a skromný, bez zřetele na chudobu či bohatství. Obřad může probíhat jak na nádvoří mešity, tak i venku pod širým nebem nebo v domě zesnulého, každopádně by na daném místě měl být udržován pořádek a čistota.
Účastníci pohřbu musí nejprve provést rituální očistu a pak se postaví do řad před zesnulým, který by měl mít dle možností hlavu natočenou směrem k Mekce. Imám či příbuzný zesnulého pronese na začátek takbír, zvedne ruce do výše uší dlaněmi směrem nahoru. Poté opět zopakuje takbír, recituje chvály Proroka a po třetím takbíru recituje prosebnou modlitbu za zesnulého. Takbír se zopakuje počtvrté a imám pronese pozdravy míru napravo i nalevo jako při jiných modlitbách. Ženy by se měly modlit odděleně od mužů tak jako při jiných modlitbách. Modlitba by neměla probíhat během východu a západu slunce a při jeho zenitu a nedopřává se sebevrahům a novorozencům, kteří se narodili již mrtví.
Hrob by měl být strohý, aby bylo jasné, že se pohřbením neuctívá samotný zesnulý. I přesto by měl být hrob nějakým způsobem zvýrazněn, aby nedošlo k jeho zneuctění a zesnulý by pak měl své vlastní místo, ze kterého jednou povstane, případně, aby vedle něj mohli být pohřbeni i jeho příbuzní. Tělo se spustí do hrobové jámy hluboké 1,5 až 2 metry tak, aby tvář směřovala směrem k Mekce. Po uložení se sundají pruhy látek, kterými byly svázány končetiny. Každý ze zúčastněných může hodit tři hrsti hlíny do hrobu, ten je poté zasypán zbylou hlínou. Na hrob se položí kámen či dřevěná stéla, nicméně jejich tvary se v různých částech islámského světa liší.

## Období smutku
Pozůstalí se v den pohřbu sejdou v domě zesnulého, v pronajatém sále nebo v pohřebním stanu postaveném u domu. Pohřební hostina je společná pro všechny (muže i ženy) a v arabských zemích je zvykem, že se o ni postarají sousedé anebo kdokoliv, kdo není příbuzný zesnulého. Movití lidé připravují hostinu na celé tři dny pro všechny zúčastněné a chudé, lidé s menšími finančními možnostmi obvykle chystají oběd v den pohřbu a na třetí den přichystají večeři anebo se po dobu tří dnů podává hořká káva s vodou a malými zákusky a větší pohoštění se koná až třetí den. Ženy by neměly po tuto dobu používat líčení a parfémy, neboť je to projevem neúcty k zesnulému. Po pohřbu zůstávají nejbližší pozůstalí několik dní doma, kde se o ně stará vzdálenější rodina. V tuto dobu přijímají smuteční návštěvy a kondolence. Kondolence probíhají zpravidla v průběhu tří dnů po pohřbu, není ale vhodné, aby kondolující zůstával příliš dlouho u pozůstalých, aby jim nebyla moc dlouho připomínána jejich ztráta. Konverzace by měly směřovat k tlumení žalu a k smíření se situací. Věřícím je doporučeno v pátek po pohřbu a první pátek po čtrnáctém dni od pohřbu navštívit hrob zesnulého a projevit mu tak úctu. Vdovy pak mají zvláštní období zvané Edda, které trvá čtyři měsíce a deset dní během kterých mohou spát pouze doma a navštěvovat jedině rodinu.